# Oryzorictes tetradactylus
Il tenrec del riso a quattro dita (Oryzorictes tetradactylus) è una specie di tenrec endemica del Madagascar, dove abita le foreste pluviali a varie altezze, le praterie e le zone cespugliose montane, le paludi,